# Надар
Нада́р (фр. Nadar; настоящее имя — Гаспар-Феликс Турнашон, фр. Gaspard-Félix Tournachon; 6 апреля 1820, Париж, Франция — 21 марта 1910, там же) — французский фотограф, карикатурист, писатель-романист, журналист и воздухоплаватель.

## Биография
Надар родился в Париже в 1820 году. В 1853 году начал делать первые фотографии, в 1858-м году сделал первую в мире фотографию с воздуха, поднявшись над Парижем на воздушном шаре. Им сделаны фотографии Шарля Бодлера, Гюстава Курбе, Сары Бернар, Эрнеста Шеклтона и других.
По просьбе великого французского художника-классициста Энгра Надар снимал портреты тех, чью фотографию хотел иметь художник. По свидетельству его биографа, Э. де Мирекура, по этим фотографиям Энгр рисовал свои портреты, не испытывая необходимости в том, чтобы ему позировали. Надара называли «Тицианом фотографии».

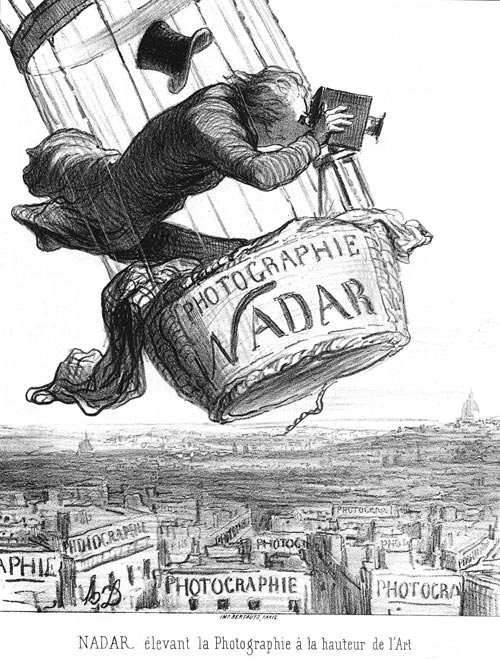
Оноре Домье. Надар, поднимающий фотографию на уровень искусства

Надар обратился к фотокамере благодаря театру — он был театральным драматургом. Как художник, он был уважаемым портретистом. Как журналист, он работал с Домье в качестве карикатуриста в журнале «Шаривари». В 1850 году в возрасте 30 лет Надар был любимцем бульваров, известным своим остроумием, но ни театр, ни художественный салон, ни журнал не давали ему достаточно средств к жизни. В 1852 году он стал совладельцем фотостудии своего брата Адриена (Надара Молодого), но это партнёрство вскоре окончилось судебным разбирательством.
В 1854 году Надар выпустил в свет «Пантеон Надар», огромную литографию, составленную из 240 карикатур, первую из запланированных четырёх подборок. Он планировал сначала фотографировать своих клиентов, а потом рисовать карикатуры. Он писал: «Фотография — замечательное открытие… Теория может быть изучена за час, основы техники за день… Но чему нельзя научить — это чувству света. То, как свет падает на лицо, вы должны уловить сами. Чтобы получить сходство, а не банальный портрет, вы должны вступить в союз с позирующим, почувствовать его мысли и сам его характер».
Стиль его портретов был простым и строгим. Как правило, он снимал людей стоя́щими, использовал только верхний свет и однотонные фоны. Основное внимание уделял лицу, жестам, позе, стараясь выявить индивидуальные особенности модели. Позже он снимал свои фотографии при электрическом свете. Надар создал серию снимков о катакомбах Парижа. 

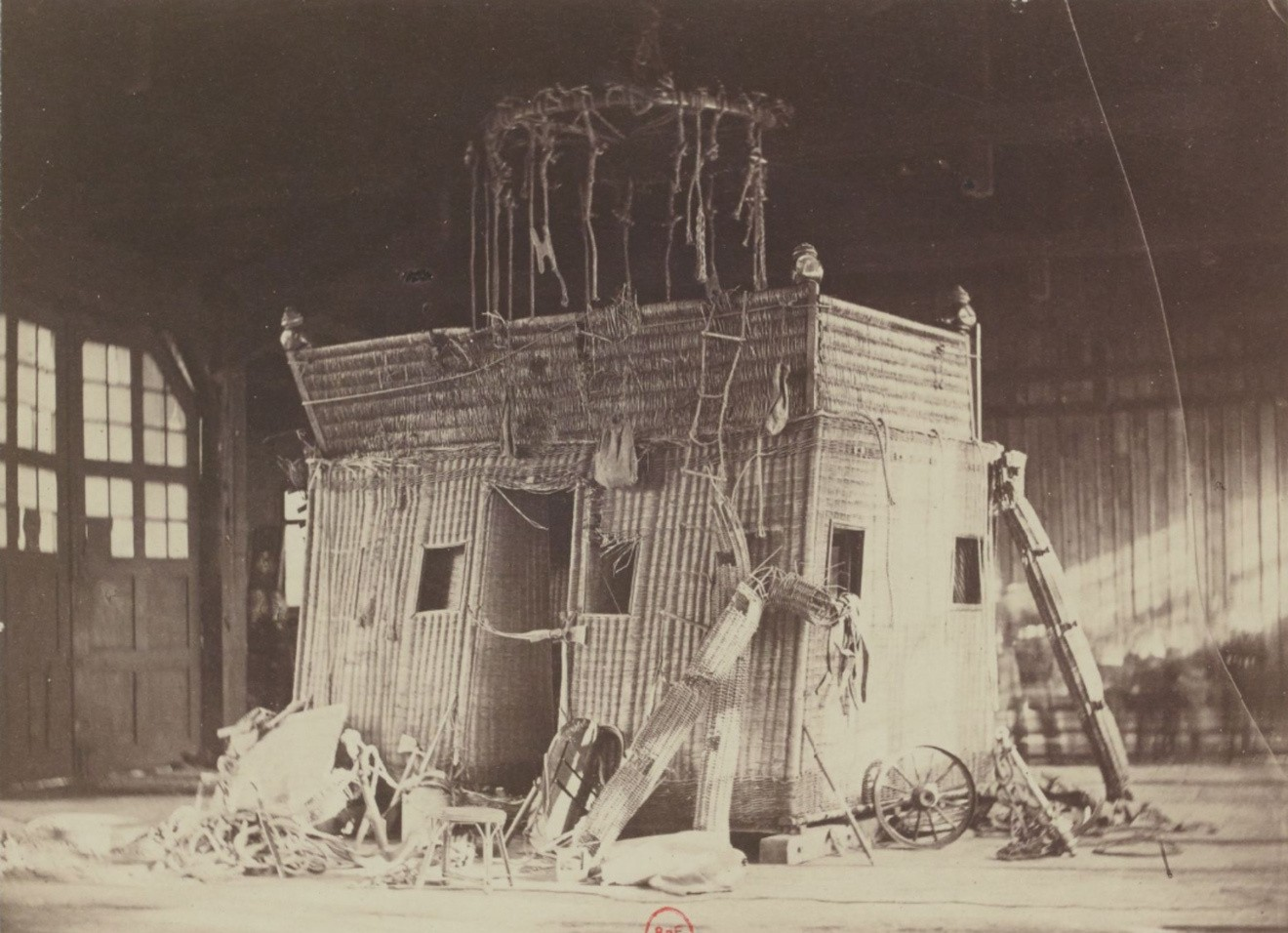
Гондола аэростата «Гигант» после аварии

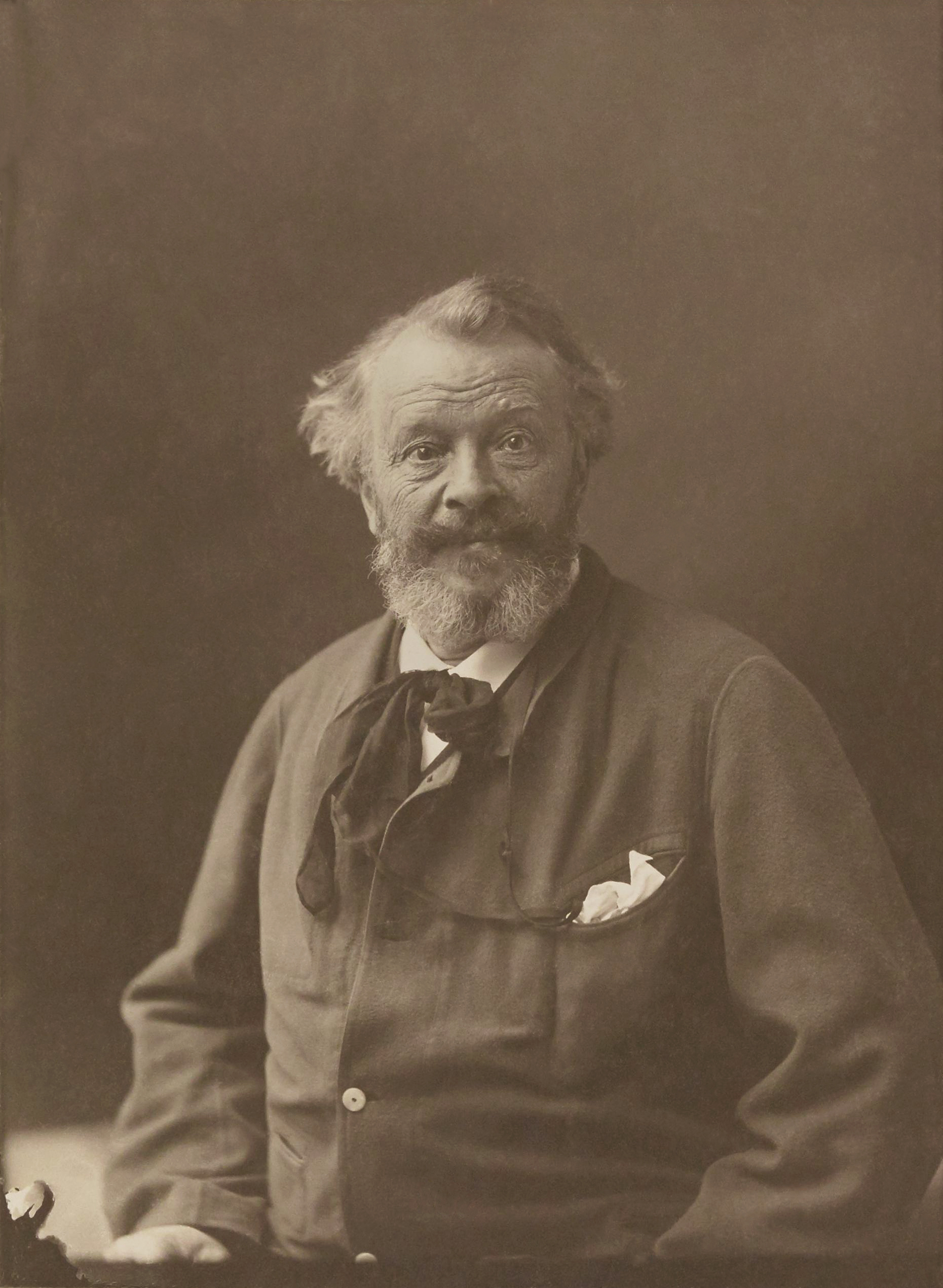
Надар, автопортрет начала XX века

Надар активно занимался также и аэронавтикой. Он запатентовал в 1858 году идею фотографирования с воздушного шара, которую сам и воплощал, снимая Париж. В 1861 году он сконструировал аэростат «Гигант» и несколько раз поднимался на нём над Парижем. За самым первым подъёмом аэростата с Марсова поля следили около восьмидесяти тысяч человек. Двухъярусная корзина была размером с небольшой дом, и в ней было всё необходимое, включая кухню. Во время одного из полётов в октябре 1863 года аэростат унесло сильным ветром в сторону Германии и неподалёку от Ганновера «Гигант» потерпел крушение, в результате чего сам Надар и его жена Эрнестина получили травмы. В 1864 году он выпустил книгу об этих полётах «Воспоминания „Гиганта“». 
Во время осады Парижа германскими войсками в 1870 году Надар организовал рекогносцировки передвижений неприятельской армии с помощью воздушных шаров. События Парижской коммуны заметно расстроили финансовое положение Надара. Фотограф переехал в местечко Сенар в сорока километрах от Парижа. Оттуда он занимался организацией художественных выставок, а также писал книги. 
Несмотря на признание и награды, финансовое состояние семьи Надара оставалось сложным. Он продолжал писать для разных журналов, даже продаёт часть своих коллекций, но денег всё равно не хватало, и он переехал к сыну Полю. Через какое-то время Надар передал все дела Полю и уехал в Марсель, где устроил свою студию. В 1900 году работы Надара демонстрировались на Всемирной выставке в Париже. Последние годы своей жизни фотограф прожил в Париже, где дописал воспоминания о Бодлере. Ателье Надара просуществовало до самой смерти Поля в 1939 году.
В 1900 году Надар выпустил книгу воспоминаний о фотографии «Когда я был фотографом». Он умер 21 марта 1910 года, не дожив две недели до 90 лет, похоронен на кладбище Пер-Лашез.

## Экспрессии Пьеро

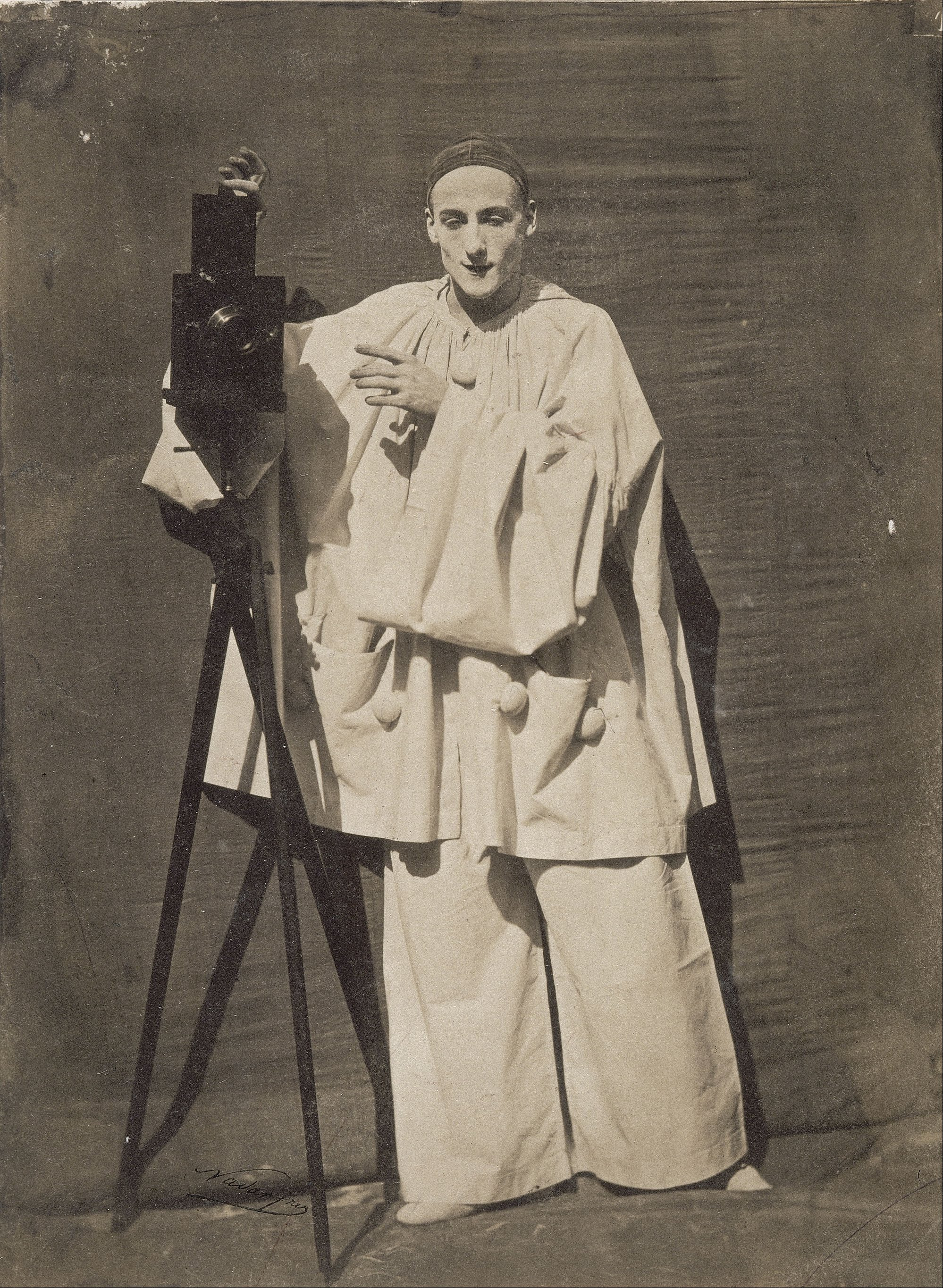
Надар. Фотография из серии Экспрессии Пьеро, 1854, Музей Орсе

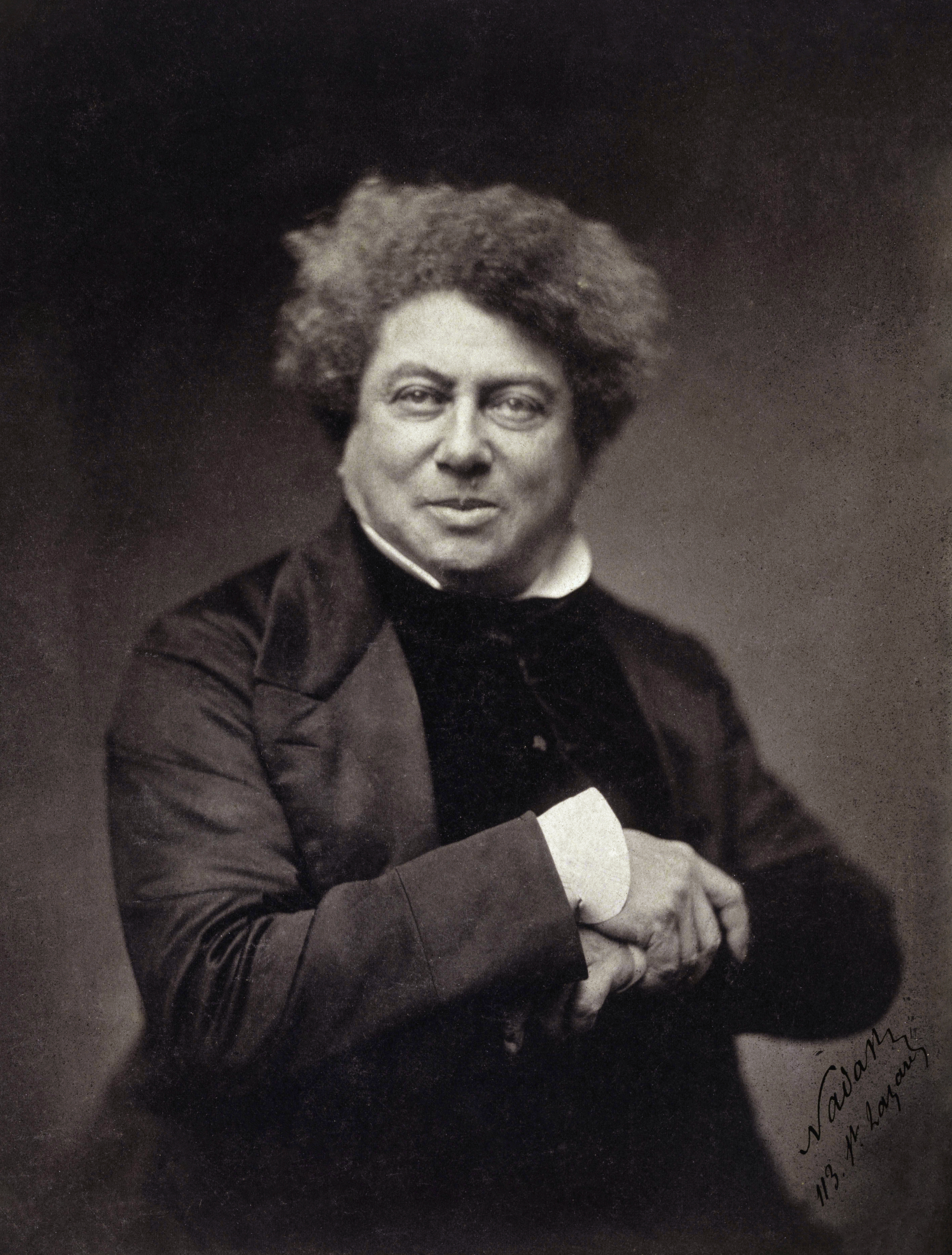
Писатель Александр Дюма. Надар, 1855

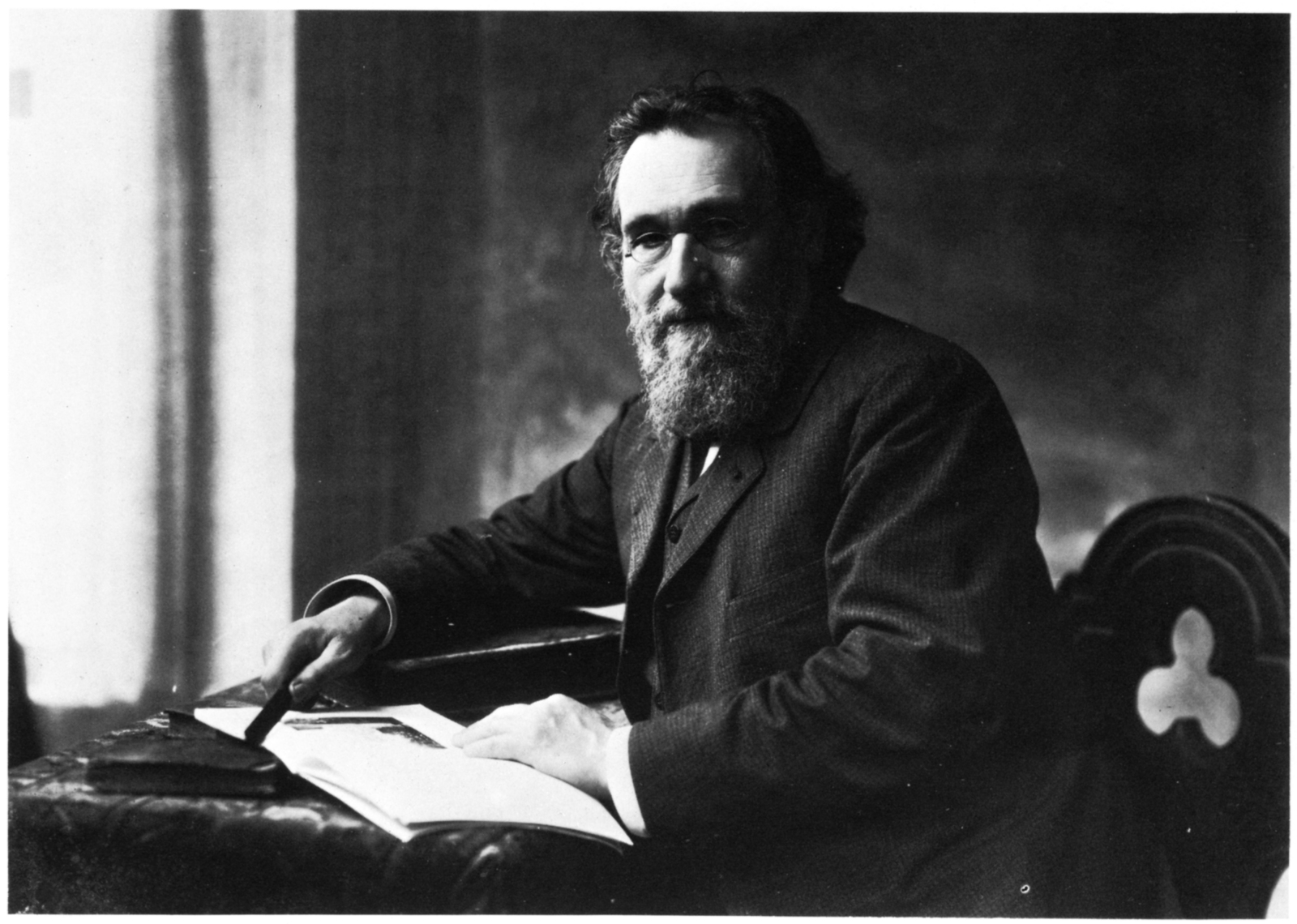
Русский биолог И.И.Мечников. Надар, начало XX века.

Одним из самых необычных проектов Надара (и ранней фотографии в целом) является серия Экспрессии Пьеро. Она представляет собой серию мимических портретов, где лицо героя выражает радикальные гротескные эмоции. Серия выполнена Надаром в 1854 году и представляет парижского актёра Шарля Дебюро в образе Пьеро.
Конфликтный и пограничный образ Пьеро был поддержан Надаром — он скорее подразумевает сложный и отчуждённый психологический портрет, чем ориентируется на традиционных персонажей Комедии дель арте. Фотографическая серия Экспрессии Пьеро была продемонстрирована на Всемирной выставке в Париже в 1855 году, где получила золотую медаль.

## Надар в исследованиях Розалинды Краусс
Фотографии Надара стали одной из центральных тем исследований крупнейшего американского теоретика современного искусства Розалинды Краусс — в частности, её работы «По следам Надара». Тексты Краусс изменили устоявшийся взгляд на работы фотографа, которого раньше воспринимали как мастера пафосного психологического портрета или естествоиспытателя, снимавшего Париж с воздушного шара. В работах Краусс фотографии Надара представлены в сложном контексте: метафизика Сведенборга, посмертные портреты Гюго, идеи Канта, суеверия Бальзака, физиогномика Лафатера. Исследования Краусс изменили взгляд на снимки Надара, который, благодаря её наблюдениям, стал восприниматься как представитель иррационального взгляда на природу искусства и фотографии.

## Тексты Надара
- Felix Nadar. My Life as a Photographer (1900) // October, vol. 5, Photography, Summer 1978, pp. 2-28
- Надар. Когда я был фотографом. СПб: Клаудберри, 2019